# Холденфорд (Минесота)
Холденфорд (енгл. Holdingford) град је у америчкој савезној држави Минесота.

## Демографија
По попису из 2010. године број становника је 708, што је 28 (-3,8%) становника мање него 2000. године.
| Група             | 2000.       | 2010.       |
| Белци             | 729 (99,0%) | 693 (97,9%) |
| Афроамериканци    | 0 (0,0%)    | 0 (0,0%)    |
| Азијати           | 4 (0,5%)    | 1 (0,1%)    |
| Хиспаноамериканци | 1 (0,1%)    | 5 (0,7%)    |
| Укупно            | 736         | 708         |